# Eric Ash
Eric Albert Ash, geboren als Ulrich Asch (* 31. Januar 1928 in Berlin; † 22. August 2021), war ein deutsch-britischer Elektroingenieur.

## Leben
Eric Ash hieß ursprünglich Ulrich Asch und floh mit seinen Eltern 1938 vor der nationalsozialistischen Judenverfolgung nach England. Ash studierte am Imperial College London, an dem er 1952 bei Dennis Gabor promovierte (Electron Interaction Effects). Als Post-Doktorand war er zwei Jahre als Fulbright Scholar an der Stanford University, an der er über Mikrowellenröhren arbeitete. Nach seiner Rückkehr war er ein Jahr am Queen Mary College der Universität London und war von 1955 bis 1963 Forschungsingenieur am Standard Telecommunications Laboratory in London. Ab 1963 war er Senior Lecturer am University College London (UCL), an dem er 1967 eine volle Professur erhielt. 1980 erhielt er die Pender Professur und wurde Leiter der Abteilung Elektrotechnik und Elektronik. Von 1985 bis 1993 war er Rektor des Imperial College London. In dieser Zeit wurde die St. Mary’s Hospital Medical School integriert. Nach seiner Emeritierung 1993 wirkte er noch weiter in der Abteilung Physik des UCL in der Entwicklung pädagogischer Technik und als Vorstand der Gesellschaft für Studentenkredite (Student Loans Company).
Ash forschte über Elektronik, Kommunikation über optische Fasern, Ultraschall-Signalverarbeitung und -Bildgebung, akustischen Oberflächenwellen und verbesserte Technik und Auflösung akustischer Mikroskope.
1977 wurde er Fellow der Royal Society, deren Royal Medal er 1986 erhielt und deren Clifford Paterson Lecture er hielt. 1997 bis 2002 war er Vizepräsident und Schatzmeister der Royal Society. 1980 erhielt er die Faraday-Medaille. 2001 wurde er Fellow der National Academy of Engineering und 1978 der Royal Academy of Engineering. 1979 erhielt er mit anderen den CMD Europhysics Prize für physikalische Prinzipien von Geräten mit akustischen Oberflächenwellen und 1984 den Marconi-Preis. 2017 wurde er Ehren-Fellow des Institute of Physics. Er war CBE.
Er war im Aufsichtsrat von British Telecom. 1988 war er Präsident der Institution of Engineering and Technology.

## Schriften
- als Herausgeber: Scanning image microscopy, Academic Press 1980
- Herausgeber mit C. R. Hill: Acoustical Imaging, Springer 1982